# Espeletia incana
Espeletia incana es una especie de frailejón, una planta amenazada endémica de los páramos de Colombia. Recibe el nombre común de frailejón blanco.

## Taxonomía
Espeletia incana fue descrita por José Cuatrecasas y publicada en Revista Acad. Colomb. Ci. Exact 3: 435. 1940.
Etimología
Espeletia: nombre genérico otorgado en honor del virey de Nueva Granada, José Manuel de Ezpeleta.
incana: del latín incanus que significa "de pelo blanco".

## Descripción
Roseta caulinar de 2m de altura. Hojas lanceoldas de 17 a 35 cm, de borde liso y ápice agudo, vena central gruesa y prominente en el envés, la superficie es níveo vellosa, lanosa. Las ramas florales no rebasan las hojas, esán cubiertas por indumento lanoso blanco níveo. Inflorescencias en cimas terminales de tres capítulos, con pedúnculos de 2,5-6 cm, con brácteas lineales también albo-lanosas. Capítulos de 25-35 mm de diámetro con lígulas extendidas. Involucro de 9-15 brácteas blanco-lanosas en dos filas, son elíptico-obtusas. Las escamas del receptáculo son transparentes. Lígulas oblongas tridentadas, de color amarillo pálido. Flósculos de 8,5 mm de lóngitud.

## Distribución
Se distribuye en la zona central de la cordillera oriental en Colombia. En el páramo de Pan de Azúcar en Duitama, el páramo de la Rusia entre Boyacá y Santander. También se encuentra en páramos aledaños en Paipa y Monguí (Páramo de Ocetá). Crece entre los 3200 y los 3900 m s. n. m.

## Conservación
Las poblaciones de E. incana son pequeñas y fragmentadas debido principalmente a la degradación de su hábitat. Su principal amenaza es la actividad agropecuaria. Las poblaciones han presentado una reducción en las últimas décadas, a pesar del deterioro de su hábitat esta especie podría conservarse en áreas protegidas de su distribución como el Santuario de Fauna y Flora Guanenta Alto Río Fonce y la Reserva Municipal de Ocetá.